# Bernardo Trigo Espejo
Bernardo Trigo Espejo (Tarija, Imperio español, 28 de marzo de 1789-Tarija, Bolivia, 8 de marzo de 1848), fue un militar rioplatense y luego boliviano, coronel de milicias de Tarija que destacó su participación en la guerra de Independencia de la Argentina y de Bolivia. También se destacó por ser uno de los mayores impulsores de la incorporación de la provincia de Tarija a Bolivia.

## Biografía
Trigo desde muy joven se incorporó a las milicias del rey español, donde participó en algunas campañas contra los indígenas chiriguanos.
Luego de la Revolución de Chuquisaca y la Revolución de Mayo en 1809, Trigo abrazó la causa patriota a la que prestó importantes servicios desde los primeros combates, en lo que se conoció como la Guerra de la Independencia. Formó parte de la primera División que se unió al Ejército del Norte en el Combate de Cotagaita y en la batalla de Suipacha, y en la derrota de Huaqui. Luego se alistó en las fuerzas salteñas del general Martín Miguel de Güemes, desde 1812 a 1816, luchando frecuentemente junto a Eustaquio Méndez.
Después de la batalla de Ayacucho, Trigo trabajó para que Tarija se incorporara al Alto Perú, como una de sus provincias, como parte del antecedente de la Cuestión de Tarija entre Argentina y Bolivia. El Coronel de Milicias Bernardo Trigo fue nombrado por el militar de origen irlandés Francisco Burdett O'Connor como Gobernador de Tarija en una reunión llevada a cabo en un cabildo en 1825, en reemplazo de Felipe de Echazú. El 14 de noviembre de 1825, siguiendo la determinación de Simón Bolívar, O'Connor abandonó Tarija, restableciéndose la presencia argentina en la villa. Sin embargo, el 26 de agosto de 1826, un Cabildo Abierto proclamó la voluntad de pertenecer a Bolivia, restituyendo a Bernardo Trigo como gobernador, además de elegir tres diputados para el Congreso boliviano.
Durante la Guerra entre las confederaciones Argentina y Perú-Boliviana entre 1837 y 1839, Bernardo Trigo se puso bajo el mando del Gral. Francisco O’Connor y del Tcnel. Sebastián Estenssoro Artunduaga. En 1839 fue diputado a la Asamblea Constituyente, y también fue un leal servidor del presidente José Ballivián, luchando en la batalla de Ingavi en 1841, tras la que fue ascendido a General de brigada. Cuando Manuel Isidoro Belzu se levantó en 1847, Trigo lanzó una proclamación en favor de Ballivián. Pasó sus últimos días como Prefecto de Tarija, nombrado por José Miguel de Velasco.